# Resa (socken)
Resa (kinesiska: 热萨, 热萨乡) är en socken i Kina. Den ligger i den autonoma regionen Tibet, i den sydvästra delen av landet, omkring 300 kilometer väster om regionhuvudstaden Lhasa.
Genomsnittlig årsnederbörd är 740 millimeter. Den regnigaste månaden är juli, med i genomsnitt 288 mm nederbörd, och den torraste är mars, med 1 mm nederbörd.